# Калугин, Василий Васильевич
Васи́лий Васи́льевич Калу́гин (род. 7 ноября 1955 или 1955, Костино, Московская область, СССР) — советский и российский филолог, профессор МГУ имени М. В. Ломоносова, доктор филологических наук.

## Биография
Родился в городе Костино Московской области в семье служащих.
В 1981 году окончил Филологический факультет МГУ.
Печатается с 1983 года в «Альманахе библиофила».
С 1986 по 1997 год преподавал в Литинституте.
В 1987 году защитил диссертацию «Русская лексика переплетного дела XI ―XVII вв.» и получил учёную степень кандидат филологических наук.
С 1993 года ― член СП России.
С 1997 года ― ведущий научный сотрудник Института русского языка РАН.
В 1998 году защитил диссертацию «Иван Грозный и Андрей Курбский: Теоретические взгляды и литературная техника древнерусского писателя» и получил учёную степень доктор филологических наук, доцент.
С 15 октября 2003 года ― профессор по кафедре русского языка МГУ.

## Сочинения
- Андрей Курбский и Иван Грозный : Теорет. взгляды и лит. техника древнерус. писателя / В. В. Калугин. — Москва : Яз. рус. культуры, 1998. — 414 с., [1] л. портр. : ил., факс.; 25 см. — (Studia philologica).; ISBN 5-7859-0055-6
- «Житие святителя Николая Мирликийского» в агиографическом своде Андрея Курбского / В. В. Калугин. — Москва : Яз. славян. культуры, 2003 (ППП Тип. Наука). — 238 с. : ил., факс.; 22 см. — (Памятники церковной письменности : Прил. к журн. «Новая кн. России»/ Союз писателей России).; ISBN 5-94457-122-5 (в пер.)
- «Житие Сильвестра, папы Римского» в агиографическом своде Андрея Курбского / Сост., предисл., коммент. В. В. Калугина; Подгот. текстов В. В. Калугина при участии О. А. Тимофеевой. — Москва : Яз. славян. культуры : ИХТИОС, 2003 (ППП Тип. Наука). — 228 с. : ил., факс.; 22 см. — (Памятники церковной письменности: Прил. к журн. «Новая кн. России»/ Союз писателей России).; ISBN 5-94457-151-9
- Святой Георгий Победоносец в агиографическом своде Андрея Курбского / сост., предисл., правила изд. В. В. Калугина; подгот. текстови коммент. В. В. Калугина и О. А. Тимофеевой. — Москва : Языки славян. культуры : ИХТИОС, 2004 (РГУП Чебоксар. тип. N1). — 284 с. : факс.; 22 см. — (Памятники церковной письменности : прил. к журн. «Новая книга России» / Союз писателей России).; ISBN 5-94457-199-3
- Язык и письменность Древней Руси : лекции по истории рус. лит. яз. XI—XVII веков / В. В. Калугин ; Гос. ин-т рус. яз. им. А. С. Пушкина. — Москва : Гос. ин-т рус. яз. им. А. С. Пушкина, 2005. — 270 с. : табл.; 20 см; ISBN 5-98269-036-8
- Житие Трифона Печенегского, просветителя саамов в России и Норвегии = Den Hellige Trifon av Petsjenga, Samenes Opplyser i Russland og i Norge / В. В. Калугин; [отв. ред. Т. П. Лённгрен] ; Норвежский университетский центр в Санкт-Петербурге. — Москва : Древлехранилище, 2009. — 600 с. : табл.; 25 см; ISBN 978-5-93646-145-3

- Программа курса «История русского литературного языка» // Программы обязательных и спец. курсов кафедры рус. и общ. языкознания / Гос. академия славянской культуры. Филологич. фак. — М., 2006. — С. 21-42.
- Вопрос о языке в «Политике» Юрия Крижанича и современной ему русской литературе // Очерки феодальной России. — М.; СПб., 2006. — Вып. 10. — С. 314—325.
- «Лексикон славеноросский» Памвы Берынды и его русские источники // Памяти Лукичева. Сборник статей по истории и источниковедению. — М., 2006. — С. 375—406.
- «Житие Мефодия, архиепископа Моравского» в егоровском сборнике // Архив русской истории. Сборник Российского государвенного архива древних актов. — М., 2007. — Вып. 8. — С. 602—612.
- Орфоэпические варианты <ĕ> (Ђ) в поэтическом языке А. Кантемира // Русский язык: исторические судьбы и современность. III Междунар. конгресс исследователей рус. языка. Москва, МГУ им. М. В. Ломоносова, филологич. фак. 20-30 марта 2007 г. Труды и материалы. — М., 2007. — С. 57-58.
- Ять (<ĕ>) в поэтическом языке Антиоха Кантемира // Русисты МГПУ — столичному образованию. Сб. науч. трудов. — М., 2007. — С. 21-24.
- «Житие Трифона Печенгского»: от монастырских записок к агиобиографии // Историография, источниковедение, история России X—XX вв. Сб. статей в честь С. Н. Кистерева. — М., 2008. — С. 417—474.
- Размышления Юрия Крижанича о национальном и общеславянском началах «въ Руском jязицЂ» // Религиозно-этнические традиции. — М., 2008.
- Русское и общеславянское во взглядах Юрия Крижанича на книжный язык // Религиозные и этнические традиции в формировании национальных идентичностей в Европе. Средние века — Новое время, место издания Индрик М, 2008. — C. 205—217.
- Дательный самостоятельный в русском гексаметре // Вестник Московского городского педагогического университета. Науч. журнал. Серия «Филологич. образование». — М., 2009. — № 2 (3). — С. 18-26.
- Дательный самостоятельный в «Тилемахиде» Тредиаковского // XI Виноградовские чтения. Текст и контекст: лингвистический, литературоведческий и методический аспекты. Сб. науч. статей по материалам Междунар. науч. конференции, посвященной 200-летию со дня рождения Н. В. Гоголя 12-14 ноября 2009 г. — М.; Ярославль, 2009. — Т. 1: Текст и контекст в лингвистике. — С. 273—280.
- «Житие Трифона Печенгского» в списке кольского школьника как источник местного говора середины XVIII столетия // Современные способы сбора диалектного материала и проблемы его представления. Материалы междунар. семинара диалектологов, ноябрь 2007. — СПб., 2009. — С. 34-43.
- Русский литературный язык с древнейших времен // Программы дисциплин подготовки магистра филологич. образования. «Языковое образование» / Департамент образования г. Москвы. ГОУ ВПО МГПУ. — М., 2008. — С. 115—140.
- История русской книжности // Программы дисциплин подготовки магистра филологич. образования. «Языковое образование» / Департамент образования г. Москвы. ГОУ ВПО МГПУ. — М., 2008. — С. 141—148.
- Источниковедческий комментарий к рассказу Л. Н. Толстого «Три старца» // Толстой и о Толстом. Материалы и исследования. Вып. 3. — М., 2009. — С. 151—181.
- Дательный самостоятельный в русском гексаметре («Тилемахида» В. К. Тредиаковского) // Грамматика и текст. — М., 2010. — С. 297—321. (в соавторстве с Н. К. Онипенко.)
- Книжное собрание Саровской пустыни в Российском государственном архиве древних актов // ТОДРЛ. — СПб., 2010. — Т. 60. — С. 513—521. (В соавторстве с И. Л. Жучковой.)
- «Книга святого Августина» по данным языка и текстологии // Русский язык: исторические судьбы и современность. IV Междунар. конгресс исследователей рус. языка. Москва, МГУ им. М. В. Ломоносова, филологич. фак. 20-23 марта 2010 г. Труды и материалы. — М., 2010. — С. 846—847.
- Лексический критерий атрибуции старорусских переводов (Redemptor mundi: Искупитель мïра) // Грамматика и текст. — М., 2010. — С. 449—452.
- Дательный самостоятельный в русском гексаметре («Тилемахида» В. К. Тредиаковского) // Вопросы русского языкознания. Грамматика и текст. (К юбилею Г. А. Золотовой), том 14, 2011. — с. 394—426
- Лексический критерий атрибуции древнерусского перевода. (Redemptor mundi: Искупитель мïра) // Вопросы русского языкознания. Грамматика и текст. (К юбилею Г. А. Золотовой), том 14, 2011. — С. 574—580 (соавтор: Онипенко Н. К.)
- Nanoheteromorphous structure and relaxation of glassforming As2S3 // Chalcogenide Letters, издательство National Institute of Materials Physics, National Institute of Optoelectronics (Romania), том 10, № 11, 2013. — С. 474—480. (соавторы: Minaev V.S., Timoshenkov S.P., Vassiliev V.P., Mukimov D.Zh.)
- Киевские фальсификаторы нач. XVIII века: (Требник 1329 года митрополита Феогноста) // Старообрядчество в России (XVII—XX вв.). — М., 2013. — Вып. 5. — С. 127—183.
- «Матерь русских подделок» («Требник 1329 г. митрополита Феогноста») // Палеография, кодикология, дипломатика. Современный опыт исследования греческих, латинских и славянских рукописей и документов. Материалы научной конференции в честь 75-летия д.и.н., чл.-корр. Афинской Академии Б. Л. Фонкича, место издания ИВИ РАН Москва. — 2013. — C. 133—143
- Симеон Метафраст в переводческом кружке князя Андрея Курбского // Търновски писмена. Алманах за търновската книжовна школа, место издания Велико Търново. 2014. — C. 309—334
- Кирилл Лукарис и Россия (О происхождении греческого текста документов Габора Бетлена, отправленных в Константинополь) // Специальные исторические дисциплины, место издания Москва, том 1. 2014. — С. 261—304 (соавтор: Фонкич Б. Л.)
- Исчезающее письмо. (Глаголица в старообрядческих Толковых пророчествах XVIII века // Лингвистическая экология: проблематика исчезающих языков и культур в истории и современности. Материалы международной научной конференции. 19-22 сентября 2014 г. Ставрополь, 2014. — C. 111—117.
- «Житие Блаженного Августина» Поссидия Каламского в выговских Четиих Минеях // Труды Отдела древнерусской литературы, место издания СПб, том 5. 2014. — C. 166—183
- Толковые пророчества в письменности Московской и Литовской Руси в конце XV—XVI в. (Троицкие списки в контексте традиции) // Преподобный Сергий Радонежский: история и агиография, иконописный образ и монастырские традиции, место издания Москва. 2015. — C. 162—174.
- Сочинения Максима Грека в «Лексиконе славеноросском» Памвы Берынды // Россия и Христианский Восток. Вып. IV—V, место издания Языки славянской культуры. Москва, 2015. — C. 189—201
- Cirillo Loukaris e la Russia: sull’origine del testo greco dei documenti di Gábor Bethlen inviati a Constantinopoli // Trame controluce. Il patriarca «protestante» Cirillo Loukaris = Backlighting Plots. The «Protestant» Patriarch / A cura di V. Nosilia, M. Prandoni. — Firenze, Firenze University Press, 2015. — C. 67-95 (соавтор: Фонкич Б. Л.)
- Слово свое и переводное в творчестве князя Андрея Курбского // Ярославский текст в пространстве диалога культур. Материалы научной конференции с международным участием (Ярославль, 14-15 апреля 2016 г.). — Ярославль, 2016. — C. 49-56.
- Русское влияние на сербскую письменность в XVI веке (Лесновский список Толковых пророчеств) // III Международный научный симпозиум «Славянские языки и культуры в современном мире». Труды и материалы, место издания МАКС Пресс М.: 2016. — C. 259—261
- Книга пророка Даниила в редакции Матфея Десятого // Пятые Лихачевские чтения. Русская культура: история и экология. Материалы международной научной конференции. — Ясная Поляна, 2016. — C. 140—150.
- Из истории глаголицы в Древней Руси (Толковые пророчества 1047 года) // Труды Отдела древнерусской литературы. Том 64. — Санкт-Петербург: «Росток», 2016. — C. 769—805
- Указатель Матфея Десятого «От пророчеств пословицы» и его русские источники // Славянская Библия в эпоху раннего книгопечатания: К 510-летию создания Библейского сборника Матфея Десятого. — Санкт-Петербург: Издательство Пушкинского Дома, 2017. — 460 с. — C. 139—150.
- Глаголическое «Слово о Данииле пророке» в списке И. Г. Блинова (Из истории книжных мистификаций в России XIX в.) // Труды Отдела древнерусской литературы. Том 65. — Санкт-Петербург. 2017. — С. 142—150.
- Афонский список Толковых пророчеств с глаголицей середины XVI века // Монфокон. Исследования по палеографии, кодикологии и дипломатике, место издания Москва. Том 4. — Санкт-Петербург, 2017.
- Сербский (лесновский) список Толковых Пророчеств XVI века и его русский источник // Историк и источник. Сборник статей к юбилею Сергея Николаевича Кистерева. — СПб, 2018. — C. 256—281.
- Протограф русских списков Толковых пророчеств конца XV—XIX в. и проблемы его реконструкции // Палеография, кодикология, дипломатика. Современный опыт исследования греческих, латинских и славянских рукописей и документов. Материалы Международной научной конференции в честь 80-летия д.и.н., чл.-корр. Афинской Академии Б. Л. Фонкича. — М.: ИВИ РАН Москва, 2018. — C. 97-104
- Курбский Андрей Михайлович // Литературный энциклопедический словарь Ярославского края (XII-начало XXI века) / Сост. и общ. ред. О. Н. Скибинской. — Ярославль 2018. — C. 312—318
- Толковые Пророчества в старообрядческой письменности XVIII—XIX веков // Язык, книга и традиционная культура позднего русского Средневековья в науке, музейной и библиотечной работе : труды IV Международной научной конференции : сборник научных статей (Мир старообрядчества. Вып. 10). — Москва : Изд-во Московского ун-та, 2019. — С. 116—126.
- Акростих с еврейскими маргиналиями в Плаче пророка Иеремии в сборнике 1502—1507 гг. Матфея Десятого // Аксиологическое пространство русской словесности: традиции и перспективы изучения. Материалы междунар. науч. конференции «Кусковские чтения», место издания. — Москва, 2019. — C. 124—152.
- Старообрядческая рецепция древнеболгарского перевода Толковых Пророчеств // Старообрядчество в истории и культуре России: проблемы изучения. (К 400-летию со дня рождения протопопа Аввакума). — М., 2020. — С. 89-106.
- Лицевые Толковые Пророчества 1887—1888 гг. Г. М. Прянишникова и их место в рукописной истории памятника // ТОДРЛ. — Л., 2020. — Т. 67. — С. 454—467.
- «Ищу человѣка». (Ветхозаветные пророки в творчестве протопопа Аввакума) // Словесность и история. Журнал филологических и историко-культурных исследований. — СПб., 2020. — Т. 4.- С. 8-17.
- Древнерусский протограф Толковых Пророчеств и его отношение к списку 1502—1507 годов Матфея Десятого // Материалы и сообщения по фондам Отдела рукописей БАН. Памяти Александра Александровича Амосова. — СПб., 2020. — Вып. 8. — С. 396—430.
- Геннадиевская редакция Толковых Пророчеств начала 90-х годов XV века. (Из истории Библии 1499 года) // Славяноведение. — М., 2020. — № 2. — С. 76-93.
- Работа над Толковыми Пророчествами в геннадиевском кружке в конце XV в. // Новгород и Новгородская земля. Письменность и книжность. — Великий Новгород. 2021. — С. 7-17.
- Книги пророков в библейском кодексе 1502—1507 годов Матфея Десятого // ТОДРЛ. СПб., 2021. — Т. 68. — С. 133—172.
- Загадка Франциска Скорины и источник Острожской Библии // Славяноведение. — М., 2021. № 2. — С. 80-92.
- Древнерусский протограф Толковых Пророчеств и задачи его реконструкции // Palaeoslavica. International Journal for the Study of Slavic Medieval Literature, History, Language and Ethnology. Cambridge (Massachusetts), 2021. — Vol. 29. — № 1. — С. 31-88.

- АВВАКУ́М ПЕТРОВ : [арх. 20 января 2023] / А. Т. Шашков, В. В. Калугин // Большая российская энциклопедия : [в 35 т.] / гл. ред. Ю. С. Осипов. — М. : Большая российская энциклопедия, 2004—2017.
- «АРТАКСЕ́РКСОВО ДЕ́ЙСТВО» : [арх. 20 августа 2022] / В. В. Калугин // Большая российская энциклопедия : [в 35 т.] / гл. ред. Ю. С. Осипов. — М. : Большая российская энциклопедия, 2004—2017.
- АРТЕ́МИЙ : [арх. 14 августа 2022] / В. В. Калугин // Большая российская энциклопедия : [в 35 т.] / гл. ред. Ю. С. Осипов. — М. : Большая российская энциклопедия, 2004—2017.